# Weimar Plus

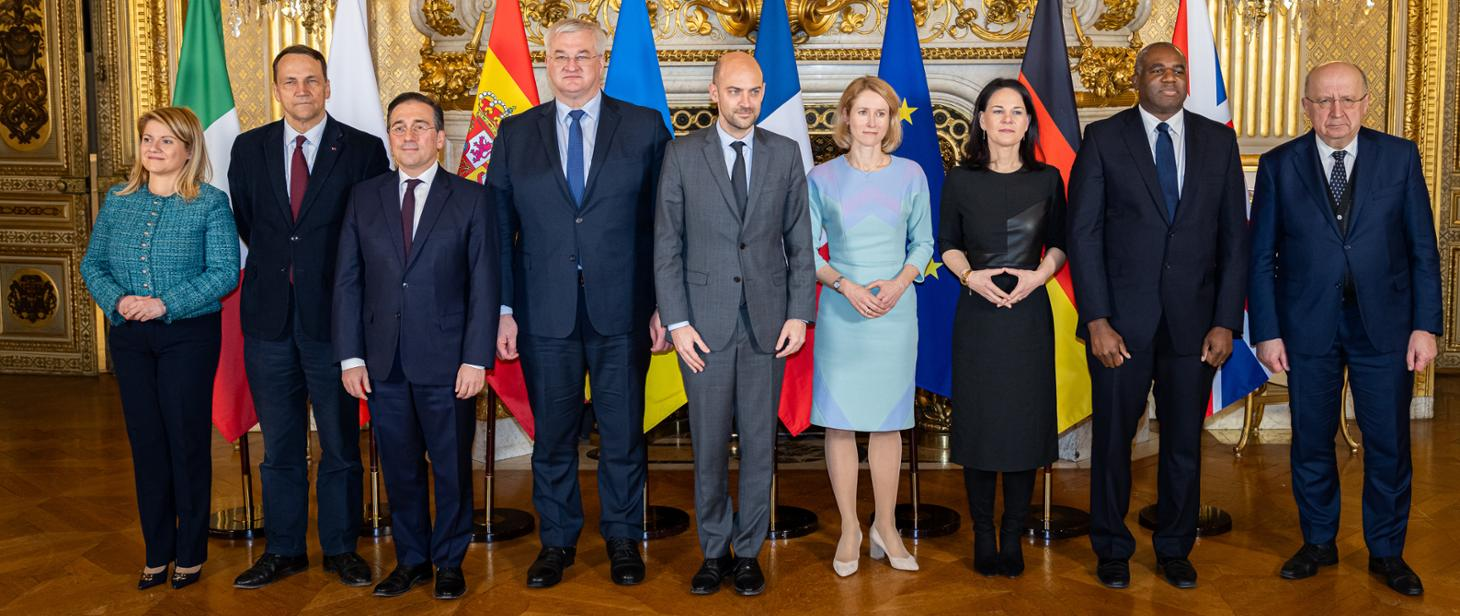
Weimar Plus Treffen, 12. Februar 2025

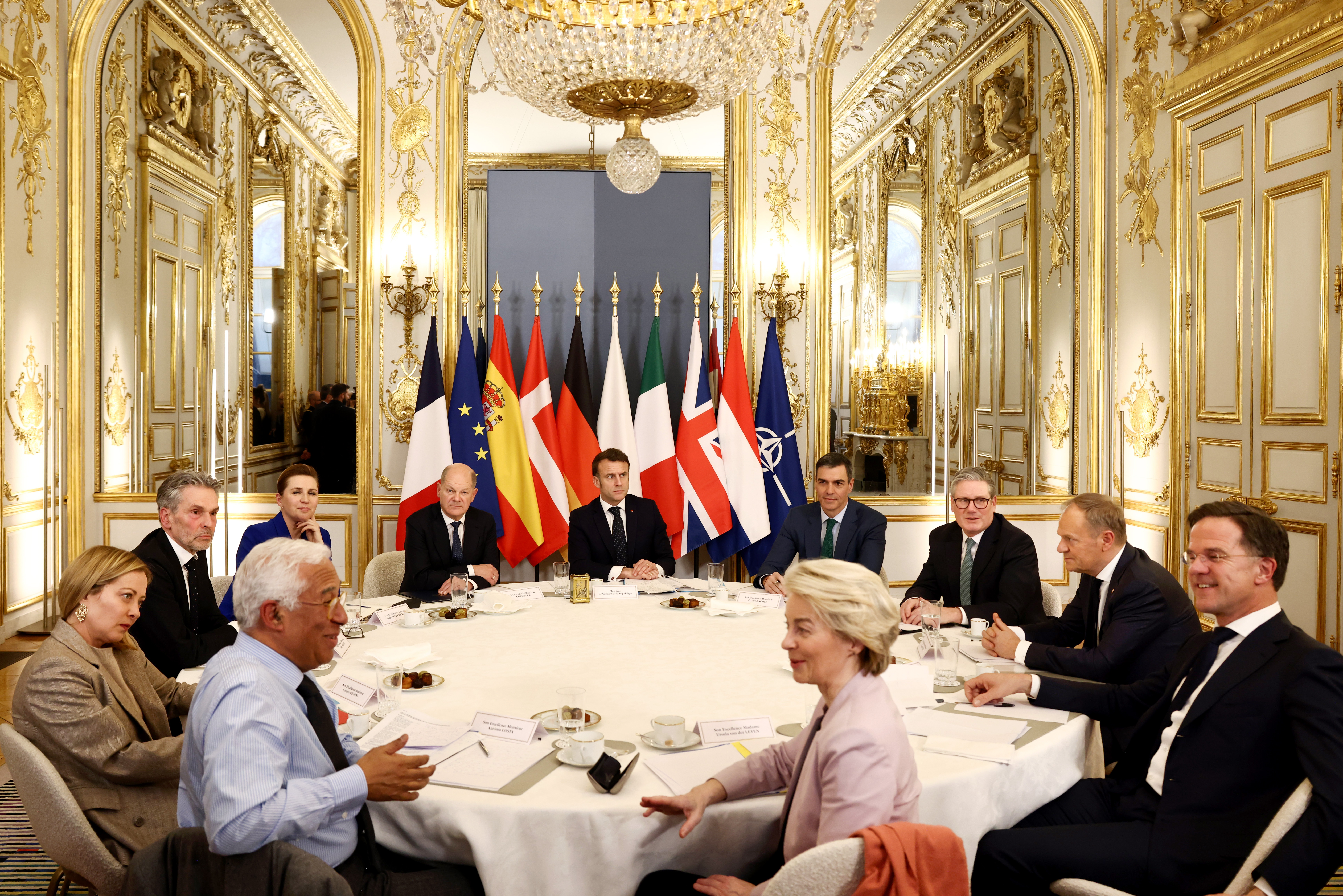
Ukraine-Konferenz, Paris, 17. Februar 2025, Palais de l'Élysée: António Costa, Mette Frederiksen, Ursula von der Leyen, Emmanuel Macron, Giorgia Meloni, Mark Rutte, Pedro Sanchez, Olaf Scholz, Dick Schoof, Keir Starmer, Donald Tusk.

Weimar Plus (Weimar+) ist ein erweitertes diplomatisches Gesprächsformat auf Basis des Weimarer Dreiecks. Das Weimar Plus-Format wird getragen von Deutschland, Frankreich, Polen, zusammen mit (wechselnden) Partnerstaaten, u. a. Vereinigtes Königreich, Spanien, Italien und der EU. Der Begriff wird seit November 2020 verwendet. Teilweise überschneiden sich die jeweilige Konfigurationen mit der europäischen Koalition der Willigen (coalition of the willing).

## Treffen
21. November 2024: Treffen der EU-Außenminister in Warschau mit Vertretern aus der Ukraine
12. Februar 2025: Treffen in Paris
12. Mai 2025: Treffen in London von Außenministern der Länder Italien, Polen, Spanien, Vereinigtes Königreich, Deutschland, Frankreich, EU und der Ukraine.